# ウェッブアイ
株式会社ウェッブアイは、東京都江東区に本社をおくプロジェクトマネジメント専門のソフト開発・販売、コンサルティング、教育、PMOサービス等を行う企業。

## 支社
- 札幌オフィス（北海道札幌市）
- おいらせオフィス（青森県上北郡おいらせ町）
- 豊川オフィス（愛知県豊川市）
- 大阪オフィス（大阪府大阪市）
- 周南オフィス（山口県周南市）
- 福岡オフィス（福岡県福岡市）

## 沿革
- 2000年 2月 - 株式会社ウェッブアイ設立。（本社：東京都千代田区一番町）
- 2000年 4月 - 本社を東京都港区赤坂に移転。
- 2002年 6月 - 日本初の出来高管理と連動した建設プロジェクト向けエスクロウサービスのスキームづくりに参画[1]。
- 2002年10月 - ソフトラブ・ジャパン株式会社（現在の株式会社エス・ティー・シックス）を子会社化。
- 2004年 8月 - 本社を東京都江東区有明に移転。
- 2009年12月 - 住宅長期維持管理業務支援システム構築[2]。
- 2010年 9月 - 愛知支社 豊川事務所を開設。
- 2011年 3月 - 子会社 株式会社エス・ティー・シックスの本社を青森県上北郡おいらせ町に移転。おいらせオフィス 開設。
- 2011年 6月 - 子会社 株式会社ふるさと元気センターを設立。
- 2012年 10月 - バンコク オフィス 開設。
- 2015年 9月 - 子会社 株式会社ふるさと元気センターの社名を株式会社 エス・ティー・テンに変更
- 2016年 5月 - 長崎オフィス 開設。
- 2022年 4月 - 周南オフィス 開設。
- 2022年 7月 - 札幌オフィス 開設。
- 2023年 5月 - シンガポールオフィス 開設。
- 2024年 6月 - 福岡オフィス開設（長崎オフィスより移転）。

## ソフトウェア
- 工程's Orario - 工程管理ツール
- Planow Orario - 工程計画共有システム
- PREGARE Orario - プロジェクト管理パッケージ
- Kamui Orario – 高速スケジューラ・ライブラリ
- Promio Orario - 工程コラボレーションシステム